# Everdream
Die Everdream Corporation war eine 1998 von den drei Brüdern Lyndon Rive, Peter Rive und Russel Rive gegründete selbständige US-amerikanische Softwarefirma mit Hauptsitz in Fremont, Kalifornien. Finanziert wurde das  Projekt mit 20 Mio. Dollar von Canaan Partners, Draper Fisher Jurvetson (DFJ), Rho Capital Partners, Pritzker Group Venture Capital, DFJ Portage Ventures.
Gegenstand des Unternehmens war Software, mit der aus zehntausenden Computern bestehende Netzwerke gemanagt werden können.
Es verfügte auch über Betriebsstätten in Dallas, Texas, und Charlotte, North Carolina.
Die Brüder verkauften das Unternehmen 2007 an Dell, das es als selbständige Geschäftseinheit weiterbetreibt. Lyndon Rive ist dort noch Direktor des Unternehmens.